# 萨利赫·博拉
萨利赫·博拉（土耳其語：Salih Bora，1953年8月23日—），土耳其男子摔跤运动员。他曾代表土耳其参加世界摔跤锦标赛，获得三枚银牌。他也曾参加1976年和1984年夏季奥林匹克运动会。